# Distrito
Un distrito es un tipo de división administrativa que en algunos países es gestionada por el gobierno local. En todo el mundo, las áreas conocidas como «distritos» varían mucho en tamaño y abarcan diversas regiones, condados, varios municipios, subdivisiones de municipios, o incluso distritos escolares o distritos políticos.

## Tipos de distrito

### Distrito municipal

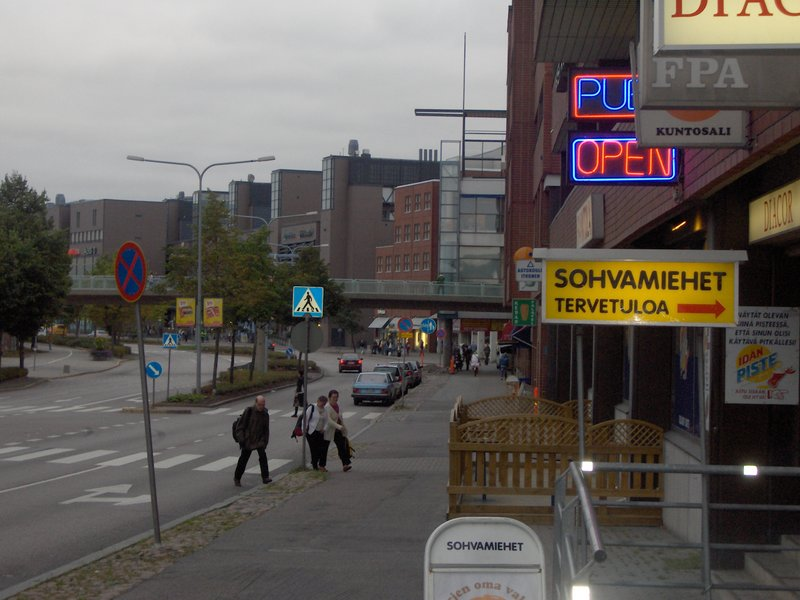
Itäkeskus (literalmente «centro este») en la parte este de Helsinki, Finlandia.

Un distrito municipal (cuando el distrito pertenece a un municipio) o municipio distrital (cuando el municipio goza de beneficios) es una entidad administrativa compuesta por un territorio claramente definido y su población y en referencia comúnmente a una ciudad, pueblo, aldea, o un pequeño grupo de ellos.

### Distrito federal
En algunas repúblicas federales se conoce como distrito federal al territorio que contiene la capital de la federación y no pertenece a ningún estado federado en particular. Distrito es un término proveniente del latín districtus, que tiene su origen en el vocablo distringere, que significa «separar». Este concepto se usa para nombrar las delimitaciones que subdividen un territorio con la finalidad de organizar la administración y función pública, así como los derechos políticos y civiles, aunque la definición de distrito es distinta en cada país.
Un distrito federal es un territorio que está bajo soberanía de un Estado federal sin ser parte de ningún estado o provincia integrante de la federación. En los distritos federales tiene jurisdicción directa y exclusiva el Estado central y están bajo la administración de este, aunque esto no impide que el gobierno federal pueda delegar algunas de sus atribuciones en un gobierno local.

### Distrito capital
Un distrito capital o distrito de la capital  (en inglés: capital district) se define como la sede de gobierno de un país (generalmente no federal) donde se administra la economía y la política, y posee mayores beneficios a los demás territorios que conforman una nación. El Distrito capital es por lo tanto, el único municipio de administración directa que solo incluye la capital del estado.

## Distritos por países

### Afganistán
En Afganistán, un distrito (en persa / en pastún: ولسوالۍ‎, wuleswali) es una subdivisión de una provincia. Hay casi 400 distritos en el país.

### Alemania
- En Alemania, un distrito (Kreis) es una unidad administrativa entre los Länder (estados federales) y los niveles local/municipal (gemeinden). En 2011, la mayoría de los 402 distritos alemanes son Landkreise, distritos rurales. 107 ciudades más grandes (normalmente con más de 100 000 habitantes) que no pertenecen a un distrito se consideran distritos urbanos (kreisfreie Städte o Stadtkreise).
  - Un subdistrito local se llama Gemarkung y es principalmente una zona rural más pequeña (con conceptos similares en Austria y Suiza). Una Gemarkung generalmente se asocia y recibe el nombre de una ciudad o pueblo central. Las áreas de dichos subdistritos y su uso están documentados en registros centrales (alemán: Kataster) y históricamente se han utilizado para la recolección de impuestos.
- En algunos estados federados existe un nivel administrativo adicional entre los Länder y el Landkreise llamado Regierungsbezirk (distrito gubernamental).
- El distrito (Bezirk) también fueron la subdivisión administrativa de la República Democrática Alemana desde 1952. Ver División administrativa de la República Democrática Alemana
- El distrito citadino (Stadtbezirk u Ortsbezirk) es la categoría de subdivisión principal de muchos kreisfreie Städte.

### Albania
Los distritos de Albania (albanés: rrethe) fueron una subdivisión de dicho país europeo que estuvo vigente entre 1913 y 2000. Desde 1991 y hasta su desaparición en 2000, había un total de 36 distritos en el país, que fueron agrupados en 12 condados (qark) por la ley 8653 de 31 de julio de 2000.

### Australia
Los distritos electorales se utilizan en las elecciones estatales. Los distritos también se utilizaron en varios estados como unidades catastrales para títulos de propiedad. Algunos fueron utilizados como distritos ocupados. Nueva Gales del Sur tenía varios tipos diferentes de distritos utilizados en el siglo XXI.

### Austria
En Austria, la palabra Bezirk se usa con diferentes significados en tres contextos diferentes:
- Algunas de las tareas del poder administrativo de los gobiernos nacional y regional son realizadas por las 95 oficinas administrativas de distrito (Bezirkshauptmannschaften). El área de la que es responsable una oficina administrativa de distrito a menudo, aunque informalmente, se denomina distrito (Bezirk). Un número de ciudades estatutarias, actualmente 15, no son atendidas por ninguna oficina administrativa de distrito. Sus respectivas burocracias municipales se encargan de las tareas que normalmente realiza la oficina administrativa del distrito.
- Las ciudades de Viena y Graz se dividen en distritos municipales (Stadtbezirke), asistiendo a los respectivos gobiernos municipales. En Viena, los electores de cada distrito eligen un consejo de distrito (Bezirksvertretung); el consejo de distrito, a su vez, elige a un presidente de distrito (Bezirksvorsteher). Aunque la ciudad otorga a sus distritos una cantidad limitada de autonomía presupuestaria, los consejos y presidentes de distrito tienen poca responsabilidad real. En particular, no legislan. La mayoría de los distritos de Viena fueron municipios independientes en algún momento; Los consejos distritales y los presidentes simbolizan los ayuntamientos y alcaldes que solían tener.
- Desde el punto de vista del poder judicial, el país está subdividido en 115 distritos judiciales (Gerichtsbezirke), cada uno correspondiente a uno de los 115 tribunales de primera instancia del país.

### Azerbaiyán
Azerbaiyán se divide administrativamente en las siguientes subdivisiones:
- 66 distritos (rayonlar; sing.– rayon),
- 11 ciudades (şəhərlər; sing.– şəhər),
- 1 república autónoma (muxtar respublika), que a su vez contiene:
  - 7 distritos
  - 1 ciudad

Los rayones se dividen a su vez en municipios (bələdiyyə).

### Bahamas
Bahamas está dividida en 31 distritos y 1 área administrada por el gobierno central. Los distritos se dividen además en 43 distritos administrativos.

### Bangladés
Los distritos de Bangladés son unidades administrativas locales. En total, hay 64 distritos en Bangladés. Originalmente, había 21 distritos más grandes con varias subdivisiones en cada distrito. En 1984, el gobierno convirtió todas estas subdivisiones en distritos. Cada distrito tiene varios subdistritos llamados upazila en bengalí con un total de 493 upzillas.

### Bélgica
En Bélgica es la unidad municipal llamada arrondissement (distrito), los cuales internamente están subdivididos en comunas. Equivalen al nivel administrativo entre la provincia (o la región capital) y el municipio, o el nivel judicial más bajo. Aunque la palabra es francesa, las provincias neerlandófonas también denominan a sus distritos arrondissement, en plural neerlandés arrondissementen.
En los municipios belgas con más de 100 000 habitantes, por iniciativa del consejo local, se pueden crear entidades administrativas submunicipales con consejos electos. Como tal, sólo Amberes, con más de 460 000 habitantes, se subdividió en nueve distritos (en neerlandés: districten).

### Benín
En Benín, las unidades administrativas superiores conforman los 12 departamentos de Benín, los cuales se subdividen en 77 comunas, divididas a su vez en 545 distritos (arrondissements, en francés).

### Birmania
Los 67 distritos de Birmania son la segunda división administrativa de dicho país, por debajo de regiones y estados y por encima de los municipios.

### Botsuana
Botsuana está dividida en 17 distritos, 10 rurales y 7 urbanos. Están administrados por 16 autoridades locales (concejos de distritos, de ciudades o de pueblos).

### Bosnia y Herzegovina
En Bosnia y Herzegovina, un distrito es una unidad administrativa autónoma.
El distrito de Brčko en el noreste de Bosnia y Herzegovina forma parte formalmente tanto de la Republika Srpska como de la Federación de Bosnia y Herzegovina. La Asamblea del distrito de Brčko tiene 29 escaños.

### Brasil
Los municipios de Brasil se subdividen en distritos. Los municipios pequeños suelen tener un solo distrito urbano, que contiene la ciudad misma, que consiste en la sede del gobierno local, donde se encuentran la prefeitura y la câmara de vereadores (ayuntamiento y concejo municipal, respectivamente, los órganos locales del ejecutivo y legislativo). Los distritos rurales y grupos de distritos urbanos (principalmente en las grandes ciudades) también pueden presentar un órgano ejecutivo sublocal, denominado subprefeitura.

### Brunéi
Un distrito se conoce localmente como daerah y es la división administrativa de primer nivel de Brunéi. Hay cuatro distritos en el país, a saber Brunei-Muara, Tutong, Belait y Temburong. Cada distrito es administrado por una Jabatan Daerah (oficina de distrito), que está dirigida por un Pegawai Daerah (oficial de distrito). Todas las oficinas de distrito son departamentos gubernamentales dependientes del Ministerio del Interior (en malayo: Kementerian Hal Ehwal Dalam Negeri)

### Bután
Los distritos de Bután (dzongkhag) son unidades administrativas locales que consisten en bloques de aldeas llamadas gewog. Algunos tienen subdistritos llamados dungkhag.

### Canadá
En la provincia de Quebec (Canadá), las ciudades de Quebec, Cookshire-Eaton, Grenville-sur-la-Rouge, Les Îles-de-la-Madeleine, Longueuil, Lévis, Montreal, Métis-sur-Mer, Saguenay y Sherbrooke están divididas en arrondissements (distritos) que a su vez se dividen en vecindarios.

### Chequia
Un «distrito» en la República Checa es un okres (plural okresy). Después de una reforma en 2002, los distritos perdieron poder administrativo en favor de regiones (kraje) y ciudades seleccionadas (pověřené obce) y se convirtieron en zonas estadísticas.

### Chile
Los distritos de Chile fueron divisiones político-administrativas establecidas originalmente mediante la Constitución de 1833, como la más pequeña del país, después de las provincias, departamentos y subdelegaciones, todas destinadas al Gobierno y administración interior. Estos territorios eran regidos por un inspector, bajo las órdenes de un subdelegado, que además lo nombra o remueve de su cargo según su criterio, no sin antes informar al gobernador departamental. Esta figura de distritos se comenzó a afianzar con la Ley de Comuna Autónoma de 1891, y se mantuvo en la nueva Constitución de 1925.

### China
En la China continental, el distrito (en chino simplificado, 市辖区; pinyin, shìxiá qū) es una subdivisión de cualquiera de varias unidades administrativas de las ciudades, incluidos municipios, ciudades subprovinciales y ciudades a nivel de prefectura. Los distritos tienen estatus de nivel de condado.
Los distritos modernos son una innovación reciente. En el contexto de la China premoderna, la traducción al español «distrito» se asocia típicamente con xian (en chino tradicional, 縣; pinyin, xiàn), otra división administrativa china. El xian se traduce como «condado de la República Popular China» en el contexto de la China moderna.

### Colombia
En Colombia, los distritos son un tipo de municipio con características especiales, que el Congreso de la República los eleva a este régimen, los cuales por el momento son 12:
- Bogotá (Distrito Capital)
- Barrancabermeja Distrito Especial, Portuario, Industrial, Turístico y Biodiverso)
- Barranquilla (Distrito Especial, Industrial y Portuario)
- Buenaventura (Distrito Especial, Industrial, Portuario, Biodiverso y Ecoturístico)
- Cali (Distrito Especial, Deportivo, Cultural, Turístico, Empresarial y de Servicios)
- Cartagena de Indias (Distrito Turístico, Cultural e Histórico)
- Medellín (Distrito Especial de Ciencia, Tecnología e Innovación)
- Riohacha (Distrito Especial, Turístico y Cultural)
- Santa Cruz de Mompox (Distrito Especial Turístico, Cultural e Histórico)
- Santa Marta (Distrito Turístico, Cultural e Histórico)
- Tumaco (Distrito Especial, Industrial, Portuario, Biodiverso y Ecoturístico)
- Turbo (Distrito Portuario, Logístico, Turístico, Industrial y Comercial)

### Corea del Sur
Un distrito (gu) es una subdivisión de las ciudades más grandes de Corea del Sur. Las ciudades más pequeñas no tienen distritos, mientras que los distritos en Seúl y seis ciudades metropolitanas se tratan como una ciudad por derecho propio.

### Costa Rica
Después de la provincia y del cantón (municipio); el distrito es el último escalón de la organización territorial en que se divide Costa Rica.

### Eslovaquia
En Eslovaquia, un distrito (okres) es una unidad administrativa local.

### Estados Unidos
Hay varios tipos de distritos en los Estados Unidos.

#### Distrito federal
El Distrito de Columbia es la única parte de los Estados Unidos, excluyendo los territorios de los Estados Unidos, que no se encuentra dentro de ninguno de los cincuenta estados.

#### Distritos legislativos
Una circunscripción con un representante en el Congreso es un Distrito congresional. Cada estado está organizado en uno o más de esos distritos; el número exacto dentro de cada estado se basa en el censo más reciente. Sólo los votantes dentro de cada distrito pueden votar en la elección por el miembro de la Cámara de Representantes de ese distrito. En total, hay 435 distritos electorales en Estados Unidos; cada uno tiene aproximadamente 630 000 personas, con algunas variaciones.
Una circunscripción con un representante en una legislatura estatal es un distrito legislativo.
Los concejos municipales que no son elegidos en general pueden tener distritos electorales llamados distritos o distritos.

#### Distritos judiciales federales
El territorio sobre el cual un tribunal federal tiene jurisdicción es un distrito judicial federal. En más de la mitad de los estados, un distrito judicial federal es coextensivo con el estado. En otros estados existe más de un distrito de este tipo.

#### Distritos de propósito único
Estados Unidos también tiene muchos tipos de distritos de propósito especial con poderes limitados de gobierno local. Los distritos escolares son los más comunes, pero otros tipos de distritos incluyen distritos de colegios comunitarios, distritos hospitalarios, distritos de servicios públicos, distritos de irrigación, distritos portuarios y distritos de transporte público.
Varias agencias federales, regionales y locales, como el Registro Nacional de Lugares Históricos reconocieron los distritos históricos.

#### Municipios
Algunas ciudades como Nueva York están conformadas por distritos o boroughs.[cita requerida]

### Filipinas
El uso del término distrito (distrito) en Filipinas tiene similitudes con el de Estados Unidos.

### Francia
Los distritos de Francia fueron la primera subdivisión de los départements desde el 4 de marzo de 1790 hasta el 28 pluviôse an VIII (17 de febrero de 1800). Luego, en el siglo XX, los distritos eran una especie de intercomunidad, fueron reemplazados por communauté de communes y communautés d'agglomération después de 1999.
Actualmente en Francia existen dos tipos de distritos:
- Los arrondissements departamentales son subdivisiones de los departamentos, administradas cada una por un subprefecto encargado de ayudar al prefecto del departamento, que abarcan cierta cantidad de comunas. (En España departamento equivaldría a provincia y arrondissements departamentales equivaldría a comarca);
- Los arrondissements municipales son subdivisiones de ciertas ciudades (París, Lyon, Marsella) (en España equivandría a distrito municipal).

### Ghana
Los distritos son subdivisiones administrativas de segundo nivel de Ghana, por debajo del nivel de región. Actualmente hay 261 asambleas locales metropolitanas, municipales y de distrito (o MMDA).

### Guinea Ecuatorial
Guinea Ecuatorial está dividida en 8 provincias, y estas en 19 distritos y 37 municipios. Los municipios también están divididos en distritos urbanos y localidades rurales.

### Haití
En Haití, los 42 distritos (arrondissements) corresponde a la unidad municipal y están subdividido a su vez en comunas.

### Hungría
Los 175 distritos se establecieron el 1 de enero de 2013. Los 19 condados existentes se subdividen en 6 a 18 distritos por condado. La capital Budapest no pertenece a ningún condado y ya está dividida en 23 distritos.

### India

Distritos de India

Los distritos de la India son unidades administrativas locales heredadas del Raj británico. Generalmente forman el nivel de gobierno local inmediatamente debajo del de los Estados y territorios de la India. Cuando esté justificado, los distritos pueden agruparse además en divisiones administrativas, que forman un nivel intermedio entre el distrito y el Estado subnacional (o territorio de la unión).
Un distrito está encabezado por un comisionado adjunto/recaudador, quien es responsable de la administración general y el mantenimiento del orden público. El recaudador de distrito puede pertenecer a IAS (Servicio Administrativo de la India). Otras responsabilidades clave incluyen la recaudación de impuestos y el procesamiento penal en los tribunales de distrito y de sesión. Por lo general, al subcomisionado/recaudador de distrito se le conceden poderes magistrales en virtud del artículo 20 del Código de Procedimiento Penal y se le designa como magistrado de distrito. Las designaciones oficiales son «Recaudador y Magistrado de Distrito» o «Comisionado Adjunto y Magistrado de Distrito».
Los distritos con mayor frecuencia se subdividen en unidades administrativas más pequeñas, llamadas tehsils o talukas o mavattams, dependiendo de la región. Estas unidades tienen responsabilidades locales específicas, incluida, en particular, la coordinación de la recaudación de ingresos.
Se puede formar un nivel intermedio (la subdivisión) entre el distrito y tehsil/taluka agrupando estas unidades bajo la supervisión de comisionado adjunto o subcolectores. Cada distrito incluye una o dos ciudades (o pueblos grandes), algunos pueblos más pequeños y docenas de aldeas. La mayoría de los distritos indios tienen el mismo nombre que su pueblo o ciudad principal.

### Indonesia
En Papúa y Papúa Occidental, dos de las 34 provincias de Indonesia, un distrik es una subdivisión de una regencia o una ciudad. Antiguamente se llamaba kecamatan. En las traducciones de la mayoría de los documentos oficiales, kecamatan en sí se traduce como «distrito», pero algunos otros documentos (especialmente de épocas más antiguas) lo tradujeron como «subdistrito», que equivale a kelurahan en traducciones recientes. Esta ambigüedad en la traducción ha provocado confusiones entre los extranjeros. Distrik o kecamatan no tienen autonomía legal para gobernarse a sí mismos, porque son sólo extensiones administrativas de una regencia o una ciudad.

### Irak
En Irak, usan la palabra qadaa para distritos. Hay más de cien distritos, cada distrito está dentro de una de las 18 gobernaciones iraquíes, a veces conocidas como provincias. El distrito generalmente (pero no siempre) lleva el nombre de una ciudad dentro de ese distrito, generalmente la capital de ese distrito.

### Israel
Israel está dividido administrativamente en seis distritos principales, conocidos en hebreo como mehozot (singular: mehoz) y 15 subdistritos, conocidos como nafot (singular: nafa). Los distritos están dirigidos por un funcionario designado por el Ministerio del Interior.

### Japón
Un distrito (郡 gun?) es una unidad administrativa local que comprende villas y pueblos, pero no ciudades. En 1923, se abolió su función administrativa, aunque todavía se utiliza para fines de direccionamiento. «Distrito» es también una traducción de chiku, definido por la ley de planificación de Japón.[cita requerida]

### Kenia
En Kenia, un distrito (wilayah) es una subdivisión de una provincia y está encabezado por un oficial de distrito.

### Luxemburgo
El distrito era la mayor subdivisión territorial de Luxemburgo. Existían tres distritos que a su vez se dividían en 12 cantones y 116 comunas. En el año 2015 fueron abolidos.

### Lesoto
Lesoto está dividido en diez distritos, cada uno de los cuales está dirigido por un administrador de distrito. Cada distrito tiene una capital conocida como camptown. Los distritos se subdividen a su vez en 80 circunscripciones, que consisten en 129 consejos comunitarios locales. La mayoría de los distritos llevan el nombre de sus capitales.

### Madagascar
Los distritos (departemanta, muchas veces también conocidos con el nombre anterior fivondronana, singular fivondrona) son las divisiones administrativas de segundo nivel de Madagascar, por debajo de las regiones. En total existen 114 distritos. Los distritos se dividen a su vez en comunas.

### Malaui
Malaui está dividido en 28 distritos dentro de tres regiones. Cada distrito está encabezado por un comisionado de distrito.

### Mauricio
Los distritos de la República de Mauricio son las divisiones administrativas de segundo orden después de las Islas exteriores del país. Mauricio está dividido en nueve distritos que constan de 2 ciudades, 4 pueblos y 130 aldeas, la capital es Port Louis.
La isla de Rodrigues solía ser el décimo distrito de Mauricio, pero obtuvo estatus autónomo en 2002.

### Malasia
Un distrito se conoce como daerah en malayo. Un distrito gobernado directamente por el gobierno federal se conoce como territorio federal, y son Kuala Lumpur, Putrajaya y Labuán.
En Malasia peninsular, un distrito es una división de un Estado. Un mukim es una subdivisión de un distrito. El mukim, sin embargo, es de menos importancia con respecto a la administración del gobierno local.
En Malasia Oriental, un distrito es una subdivisión dentro de una división de un Estado. Por ejemplo, Tuaran es un distrito dentro de la División de la Costa Oeste de Sabah. Un distrito suele llevar el nombre de la ciudad principal o de su capital administrativa; por ejemplo, la ciudad de Sandakan es la capital del distrito de Sandakan, así como la capital de la División de Sandakan.

### Malta
Malta tiene 13 divisiones electorales para el parlamento unicameral (asamblea única). Cada uno consta de una serie de localidades (aunque no existe el requisito de que los límites electorales sigan los límites de las localidades).

### Mongolia
Los distritos (en mongol сум, sumo, sum o som, flecha) es el segundo nivel administrativo divisorio de Mongolia. Los 21 aymags se dividen en 329 sums.

### Nauru
Los distritos de Nauru son las únicas subdivisiones de todo el estado.

### Nepal
Nepal está dividido en 77 distritos. Cada distrito actúa como una unidad administrativa independiente. Un distrito consta de dos tipos de unidades como Municipios rurales y Municipios. Los documentos oficiales como tarjetas de ciudadanía y pasaportes son emitidos por el Jefe de la Oficina del Distrito (CDO). Los distritos electorales también se construyen según la distribución de la población dentro del distrito.

### Nueva Zelanda
Un distrito en Nueva Zelanda es una autoridad territorial (unidad de gobierno local de segundo nivel) que no ha ganado la distinción de ser proclamada ciudad. Los distritos tienden a estar menos urbanizados, tienden a cubrir más de un centro de población y una mayor cantidad de área rural, y tienden a tener una población menor que las ciudades. Si bien las ciudades y los distritos generalmente se consideran dos tipos diferentes de autoridad territorial, el área cubierta por una ciudad a menudo se conoce como su distrito; por ejemplo, el término «plan de distrito» se usa igualmente en distritos y ciudades. El Territorio de las Islas Chatham no es ni un distrito ni una ciudad.
Un distrito no siempre es una simple división de una región: varios distritos se encuentran dentro de dos regiones, y el distrito de Taupo se encuentra en cuatro.

### Países Bajos
En los Países Bajos, un arrondissement (en plural arrondissementen) es una subdivisión judicial equivalente al distrito.

### Pakistán
Los distritos de Pakistán son unidades administrativas locales heredadas del Raj británico. Forman una división administrativa de tercer nivel en Pakistán después de las provincias y divisiones. Los distritos generalmente se agrupaban en divisiones administrativas, que a su vez formaban provincias . Pakistán tiene 160 distritos (incluidos diez en Azad Jammu y Cachemira). Se les conoce como zillas en urdu. Se componen de aldeas, pueblos y ciudades. Un distrito está encabezado por un nazim (alcalde) de distrito, que es un funcionario electo (en las elecciones de los organismos locales) y el controlador local de los funcionarios a nivel de distrito de todos los departamentos bajo el gobierno provincial, mientras que comisionado adjunto es el jefe ejecutivo del distrito.

### Panamá
En Panamá, los distritos corresponden a la unidad municipal dentro de las provincias. Estos se subdividen internamente en corregimientos.

### Perú
En el Perú, los distritos son las divisiones territoriales de menor nivel (son las subdivisiones de las provincias y de los departamentos), y cumplen, por tanto, el rol de municipios. En el Perú, cada distrito cuenta con su propio alcalde, pero vale destacar que, los distritos capitales de las provincias tienen la peculiaridad de que sus respectivos alcaldes son también los alcaldes de las respectivas provincias a las cuales pertenecen ciertos distritos.

### Polonia
La unidad de segundo nivel de gobierno y administración local en Polonia, equivalente a un condado, distrito o prefectura (LAU-1) en otros países se llama powiat. En 2008, había 379 entidades a nivel de powiat en Polonia: 314 condados terrestres y 65 condados urbanos.

### Portugal
Los distritos (distritos) son divisiones administrativas de Portugal. Fueron utilizados principalmente como áreas de jurisdicción para los gobernadores civiles, los funcionarios gubernamentales que representaban localmente al gobierno central. Sin embargo, en 2011, el papel del gobernador civil quedó «de facto» extinto (aunque no «de jure»), con la decisión tomada por el Gobierno de no nombrar nuevos gobernadores civiles y transferir sus funciones a otros cuerpos. Las áreas de distrito ahora solo se utilizan como áreas de jurisdicción regional de algunos organismos públicos (como los comandos de distrito de la Policía de Seguridad Pública) y algunas entidades privadas (como las asociaciones de distrito y los campeonatos de fútbol).

### República del Congo
Los departamentos de la República del Congo se dividen en 86 distritos y 6 comunas. Los distritos son la subdivisión de segundo nivel administrativo del país.

### Rusia
En Rusia, los distritos son divisiones administrativas y municipales de los sujetos federales de Rusia, así como divisiones administrativas de ciudades más grandes («distritos citadinos») a las que comúnmente se hace referencia como raion (en ruso: Районы) y okrug (en ruso: Округа) respectivamente.
El término «distrito» también se utiliza para referirse al tipo de división administrativa de la República de Sajá—ulus (en ruso: улус; en yakuto: улуус). La República de Sajá está dividida administrativamente en cinco ciudades bajo la jurisdicción de la República y 33 uluses. La ley de la República de Sajá establece que los términos ulus y «distrito» son equivalentes.
En el contexto histórico (para el Imperio ruso), el término «distrito» se usa a menudo para referirse a uyezd.

### Serbia
Serbia está dividida en veintinueve distritos (okrug) y la ciudad de Belgrado, cada uno de los cuales está sub-divididos en municipios (opština)

### Sierra Leona
Sierra Leona está dividida en distritos que son la segunda división en importancia después de las provincias.

### Siria
Las catorce gobernaciones de Siria, o «muhafazat» (sing. muhafazah) están divididas en 65 distritos, o manatiq (sing. mintaqah), incluyendo a la ciudad de Damasco. A su vez, los distritos se divide en 281 subdristritos o nawahi (sing. nahiya). Los distritos tienen el mismo nombre que su capital.

### Sudáfrica

Distritos de Sudáfrica

En Sudáfrica, el distrito municipal forma la capa de gobierno debajo de las provincias. Un distrito municipal se divide a su vez en varios municipios locales.
Esta estructura varía en las ocho áreas urbanas más grandes:
1. Bloemfontein (sede del Municipio Metropolitano de Mangaung),
2. Ciudad del Cabo (Municipio Metropolitano de la Ciudad del Cabo),
3. Durban (sede de la Municipio Metropolitano de eThekwini),
4. East London/King Williams Town (sede de la Municipio Metropolitano de Buffalo City),
5. East Rand (sede del Municipio Metropolitano de Ekurhuleni),
6. Johannesburgo (Municipio Metropolitano de la Ciudad de Johannesburgo),
7. Puerto Elizabeth incl. Uitenhage (sede del Municipio Metropolitano de la Bahía Nelson Mandela) y
8. Pretoria (sede de la Municipio Metropolitano de la Ciudad de Tshwane),

donde un municipio metropolitano reemplaza tanto un distrito como un municipio local.

### Sri Lanka
A efectos de gobierno local, el país de Sri Lanka se divide en nueve provincias: Occidental, Central, Sur, Norte, Oriental, Noroeste, Centro Norte, Uva y Sabaragamuwa. (sin embargo, las provincias del Norte y del Oriente técnicamente han sido administradas conjuntamente desde 1988).
Cada uno de los distritos está dividido en divisiones. Estos se basaron originalmente en los condados feudales, korale y rata.

### Suecia
Algunos municipios del Reino de Suecia han dividido su territorio en áreas más pequeñas, a las que a menudo se les asigna una junta administrativa responsable de ciertos elementos del gobierno municipal dentro de su distrito. Estas áreas toman una variedad de nombres suecos diferentes; sin embargo, «distrito» suele ser el término oficial para referirse a ellos. El término «distrito» se utiliza a veces en contextos no oficiales.

### Suiza
En Suiza, algunos cantones se organizan en distritos (bezirk), mientras que otros prescinden de distritos y se gobiernan en wahlkreise (circunscripción o distrito electorales).

### Surinam
Surinam se divide territorial y administrativamente en diez distritos (en neerlandés: districten), que a su vez se subdividen en 63 ressorts administrativos (administratieve ressorten).

### Taiwán
En la República de China en Taiwán, el distrito (en chino tradicional, 區; pinyin, Qū) es el tercer nivel de la división administrativa. Es una división del  municipio especial y la ciudad provincial de la Provincia de Taiwán. Actualmente, existen 157 distritos en total de 5 municipios especiales y 3 ciudades provinciales.

### Tailandia
Un distrito (amphoe) es una subdivisión de una provincia (changwat) en Tailandia. Algunas provincias también contienen distritos menores (กิ่งอำเภอ), que son más pequeños que el distrito promedio.

### Turquía
En Turquía, un distrito (en turco: ilçe) es una subdivisión administrativa de una provincia (en turco: il). Están gobernados por un gobernador/funcionario de distrito (kaymakam) designado por el Ministerio del Interior y un alcalde elegido por la población local.

### Ucrania
En Ucrania, los distritos (raiones) son el segundo nivel de la división administrativa de Ucrania y son principalmente la división más común de las regiones ucranianas, así como las divisiones administrativas de las ciudades más grandes («distritos urbanos»).

### Vietnam
El término distrito en Vietnam se refiere a la unidad administrativa de segundo nivel, debajo de las provincias (tỉnh) y los municipios (thành phố trực thuộc trung ương). Esta unidad de segundo nivel se llama huyện (condados) en las áreas rurales, mientras que en las áreas urbanas los distritos son quận (subdivisiones de municipios), Thành phố trực thộc tỉnh (ciudades provinciales) o thị xã (pueblos). A partir del 4 de abril de 2020, Vietnam tiene 707 «distritos», incluidas 77 ciudades provinciales, 52 pueblos, 49 subdivisiones urbanas y 529 distritos/condados rurales (incluidos 12 distritos/condados insulares).[cita requerida]

### Zambia
Las nueve provincias de Zambia están subdivididas en 116 distritos.

## Conceptos similares
- Daira de Argelia
- Borough de Victoria de Australia
- Mantaghe de Irán
- Ku de Japón
- Delegaciones de México